# Покреака (Јаши)
Покреака (рум. Pocreaca) насеље је у Румунији у округу Јаши у општини Скиту-Дука. Oпштина се налази на надморској висини од 206 m.

## Становништво
Према подацима из 2002. године у насељу је живело 546 становника, од којих су сви румунске националности.